# 레지오날
레지오날(프랑스어: Régional Compagnie Aérienne Européenne)은 에어프랑스의 지분에 등록된 자회사이자 프랑스의 지역 항공사로 2001년에 3개의 지역 항공사가 합병 후 재설립한 항공사로 파리 샤를 드 골 공항과 생텍쥐페리 국제공항을 허브 공항을 사용한다. 레지오날은 주로 프랑스의 국내선 노선과 유럽의 국제선 노선을 취항했으나 2013년에 에어린에어, 브릿 에어가 합병하면서 HOP!이 설립됐다.

## 보유 기종
- 2012년 2월 기준으로 브릿 에어는 다음과 같은 기종을 보유하고 있으며 평균 기령은 8.3년이다.[1]

## 같이 보기
- 에어프랑스-KLM
- 마틴 에어
- 알리탈리아
- 케냐 항공
- 브릿 에어
- 트랜스비아닷컴 프랑스